# Orczy-kert
L'Orczy-kert est un jardin public du 8e arrondissement de Budapest, dans le quartier d'Orczy. Il est attenant à l'Académie militaire royale hongroise Ludovika.